# Aloe comosibracteata
Aloe comosibracteata é uma espécie de liliopsida do gênero Aloe, pertencente à família Asphodelaceae.